# Winchester (Kansas)
Winchester è un comune degli Stati Uniti d'America, situato nello Stato del Kansas, nella contea di Jefferson.